# إنفيزيمالس: ذا ألاينس
إنفيزيمالس: ذا ألاينس (بالإنجليزية: The Alliance)‏ ، هي لعبة فيديو إلكترونية من نوع أكشن ، أنتجها شركة نوفارما الإسبانية سنة 2013م ، وتعمل حصرياً على نظام تشغيل النظام المحمول بلاي ستيشن فيتا.